# Блистава гнојиштарка
Блистава гнојиштарка, тињчева гнојиштарка или жућкаста ђубретарка (лат. Coprinellus micaceus) је врста гљиве из породице Psathyrellaceae.

## Oпис
- Шешир је окер боје са округластим љушчицама, широк 2 – 5 цм, у почетку овалан, затим звонолик, неравног руба, радијално наборан, посут ситним, сјајним зрнцима.[2]
- Хименофор је листаст. Листићи су врло густи, слободни, прво беле боје, док сазревањем плодоносног тела постају сивосмеђи и на крају црни и кашасти услед брзог деликвесцирања. Деликвесцирање је процес аутодигестије хименофора, приликом чега се он претвара у кашасту масу која капље и тако разноси споре.
- Стручак је висок 5 - 8 цм, ваљкаст, испод шешира мало тањи, гладак, свиленкаст, шупаљ, беле боје.[3]
- Месо је танко, крто и боје шешира. Нема карсктеристичан мирис и укус.
- Споре су лимунастог облика, димензија 7 - 12 µм џ 6 – 7 µм.[4]
- Отрусина (отисак спора) је смеђецрна.

## Jeстивост
Младе печурке су условно јестиве, међутим нису препоручљиве за јело. Поред тога што због своје незнатне величине нису издашне, те се не препоручује сакупљање, у комбинацији са алкохолним пићима изазивају антабусни синдром тровања.

## Eкологија
Блистава гнојиштарка је сапротрофна врста која расте бусенасто из пањева и трулог дрвета које често може бити закопано, те се стиче утисак да гљива расте из земље.Јавља се од пролећа до касне јесени, некад чак и у зиму. Врло честа урбана врста, јавља се у парковима и вртовима, али се може пронаћи и у шуми.

## Могућност замене са другим гљивама
Блиставу гнојиштарку је лако помешати са шумском гнојиштарком (лат. Coprinus silvaticus), која није посута блиставим зрнцима и има воденаст изглед шешира. Поред шумске, слична јој је и двоспорна гнојиштарка (лат. Coprinus bisporus). Двоспратна гнојиштарка шешир који врло брзо посиви и није посут зрнцијма, а руб јој је изврнут на крајевима, попут турбана.